# Converge (Estados Unidos)
Converge es una asociación cristiana evangélica de iglesias bautistas en Estados Unidos. Su sede se encuentra en Orlando, Florida, Estados Unidos. Ella está afiliada a la Alianza Bautista Mundial y la National Association of Evangelicals.

## Historia
Converge tiene sus orígenes en una iglesia bautista sueca fundada en 1852 en Rock Island (Illinois) por emigrantes de Suecia. En 1879, 65 iglesias bautistas formaron la Asociación General Bautista Sueca. En 1945, cambió su nombre por el de Asociación General Bautista de América debido a la diversidad étnica de sus miembros. En 2008 pasó a llamarse Converge Worldwide y Converge en 2015. Según un censo de la asociación de iglesias, en 2023 dijo que tenía 1,346 iglesias y 324,163 miembros.

## Escuelas

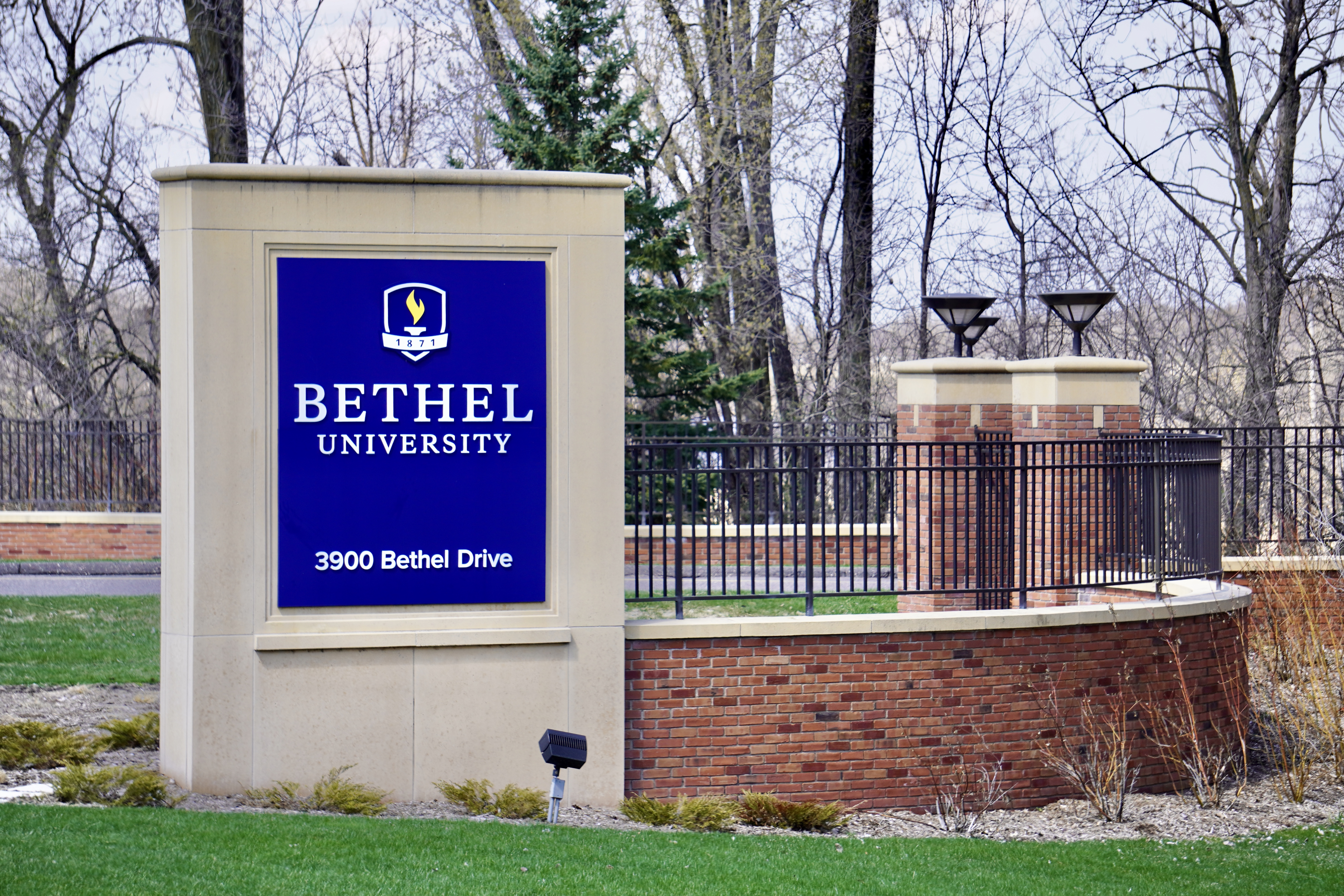
Universidad Bethel en Arden Hills (Minnesota).

La Convención tiene una universidad, la Universidad Bethel.

## Organización Misionera
La Convención tiene una organización misionera, Converge missions. 

## Programas sociales
Tiene una organización humanitaria, Converge crisis response.  

## Creencias
Ella cree en  ministerio pastoral de mujeres y fundó Converge Bridge Network para apoyar su llamado.